# Lijst van county's in Colorado
De Amerikaanse staat Colorado is onderverdeeld in 64 county's.

County's van Colorado

| County      | Inwoners 1 juli 2007 | Hoofdplaats         | Inwoners 1 juli 2007 |
| ----------- | -------------------- | ------------------- | -------------------- |
| Adams       | 422.495              | Brighton            | 30.723               |
| Alamosa     | 15.313               | Alamosa             | 8562                 |
| Arapahoe    | 545.089              | Littleton           | 40.646               |
| Archuleta   | 12.572               | Pagosa Springs      | 1718                 |
| Baca        | 3871                 | Springfield         | 1302                 |
| Bent        | 5844                 | Las Animas          | 2335                 |
| Boulder     | 290.262              | Boulder             | 93.552               |
| Broomfield  | 53.691               | Broomfield          | 53.691               |
| Chaffee     | 16.781               | Salida              | 5343                 |
| Cheyenne    | 1763                 | Cheyenne Wells      | 792                  |
| Clear Creek | 8956                 | Georgetown          | 1029                 |
| Conejos     | 8074                 | Conejos             | ---                  |
| Costilla    | 3309                 | San Luis            | 661                  |
| Crowley     | 6643                 | Ordway              | 1115                 |
| Custer      | 4025                 | Westcliffe          | 462                  |
| Delta       | 30.334               | Delta               | 8612                 |
| Denver      | 588.349              | Denver              | 588.349              |
| Dolores     | 1914                 | Dove Creek          | 710                  |
| Douglas     | 272.117              | Castle Rock         | 42.447               |
| Eagle       | 51.359               | Eagle               | 5532                 |
| El Paso     | 587.272              | Colorado Springs    | 376.427              |
| Elbert      | 22.720               | Kiowa               | 578                  |
| Fremont     | 47.389               | Cañon City          | 15.850               |
| Garfield    | 53.631               | Glenwood Springs    | 8942                 |
| Gilpin      | 5091                 | Central City        | 544                  |
| Grand       | 13.612               | Hot Sulphur Springs | 515                  |
| Gunnison    | 14.973               | Gunnison            | 5406                 |
| Hinsdale    | 838                  | Lake City           | 387                  |
| Huerfano    | 7837                 | Walsenburg          | 3819                 |
| Jackson     | 1381                 | Walden              | 605                  |
| Jefferson   | 529.354              | Golden              | 17.178               |
| Kiowa       | 1332                 | Eads                | 610                  |
| Kit Carson  | 7928                 | Burlington          | 3912                 |
| La Plata    | 49.555               | Durango             | 16.007               |
| Lake        | 7913                 | Leadville           | 2729                 |
| Larimer     | 287.574              | Fort Collins        | 133.899              |
| Las Animas  | 16.010               | Trinidad            | 9103                 |
| Lincoln     | 5326                 | Hugo                | 749                  |
| Logan       | 21.055               | Sterling            | 12.917               |
| Mesa        | 139.082              | Grand Junction      | 48.425               |
| Mineral     | 962                  | Creede              | 422                  |
| Moffat      | 13.648               | Craig               | 9161                 |
| Montezuma   | 25.221               | Cortez              | 8531                 |
| Montrose    | 39.527               | Montrose            | 17.264               |
| Morgan      | 27.961               | Fort Morgan         | 10.632               |
| Otero       | 18.854               | La Junta            | 7036                 |
| Ouray       | 4378                 | Ouray               | 902                  |
| Park        | 17.004               | Fairplay            | 664                  |
| Phillips    | 4499                 | Holyoke             | 2233                 |
| Pitkin      | 15.106               | Aspen               | 5785                 |
| Prowers     | 13.181               | Lamar               | 8004                 |
| Pueblo      | 154.538              | Pueblo              | 103.805              |
| Rio Blanco  | 6227                 | Meeker              | 2322                 |
| Rio Grande  | 11.627               | Del Norte           | 1617                 |
| Routt       | 22.382               | Steamboat Springs   | 9516                 |
| Saguache    | 6920                 | Saguache            | 578                  |
| San Juan    | 559                  | Silverton           | 531                  |
| San Miguel  | 7533                 | Telluride           | 2360                 |
| Sedgwick    | 2340                 | Julesburg           | 1245                 |
| Summit      | 26.547               | Breckenridge        | 3366                 |
| Teller      | 21.824               | Cripple Creek       | 1033                 |
| Washington  | 4627                 | Akron               | 1694                 |
| Weld        | 243.750              | Greeley             | 90.306               |
| Yuma        | 9666                 | Wray                | 2108                 |

Alabama · Alaska · Arizona · Arkansas · Californië · Colorado · Connecticut · Delaware · Florida · Georgia · Hawaï · Idaho · Illinois · Indiana · Iowa · Kansas · Kentucky · Louisiana · Maine · Maryland · Massachusetts · Michigan · Minnesota · Mississippi · Missouri · Montana · Nebraska · Nevada · New Hampshire · New Jersey · New Mexico · New York · North Carolina · North Dakota · Ohio · Oklahoma · Oregon · Pennsylvania · Rhode Island · South Carolina · South Dakota · Tennessee · Texas · Utah · Vermont · Virginia · Washington · West Virginia · Wisconsin · Wyoming